# Estadio del Colegio Nacional Teodoro Gómez de la Torre
El Estadio del Colegio Nacional Teodoro Gómez de la Torre es un estadio educativo y estadio multiusos. Está ubicado entre la calle Salinas y Alfredo Obando Luna en el Campus del Colegio Nacional Teodoro Gómez de la Torre, de la ciudad de Ibarra, Es usado mayoritariamente para la práctica del fútbol, y allí juega como local el Club Deportivo Teodoro Gómez de la Torre, equipos de la Segunda División del fútbol ecuatoriano. Tiene capacidad para 6000 espectadores.
El estadio cumplió un gran papel en el fútbol local, ya que el Teodoro Gómez de la Torre hacía de local en este escenario deportivo.
Asimismo, este estadio es sede de distintos eventos deportivos colegiales a nivel local y colegial y todos los tipos de eventos, especialmente cultura física y educación física así como es escenario para todos los tipos de eventos (que también se realizan en el Coliseo del Colegio Nacional Teodoro Gómez de la Torre).
- Datos: Q5848504